# Arcidiocesi di Filadelfia

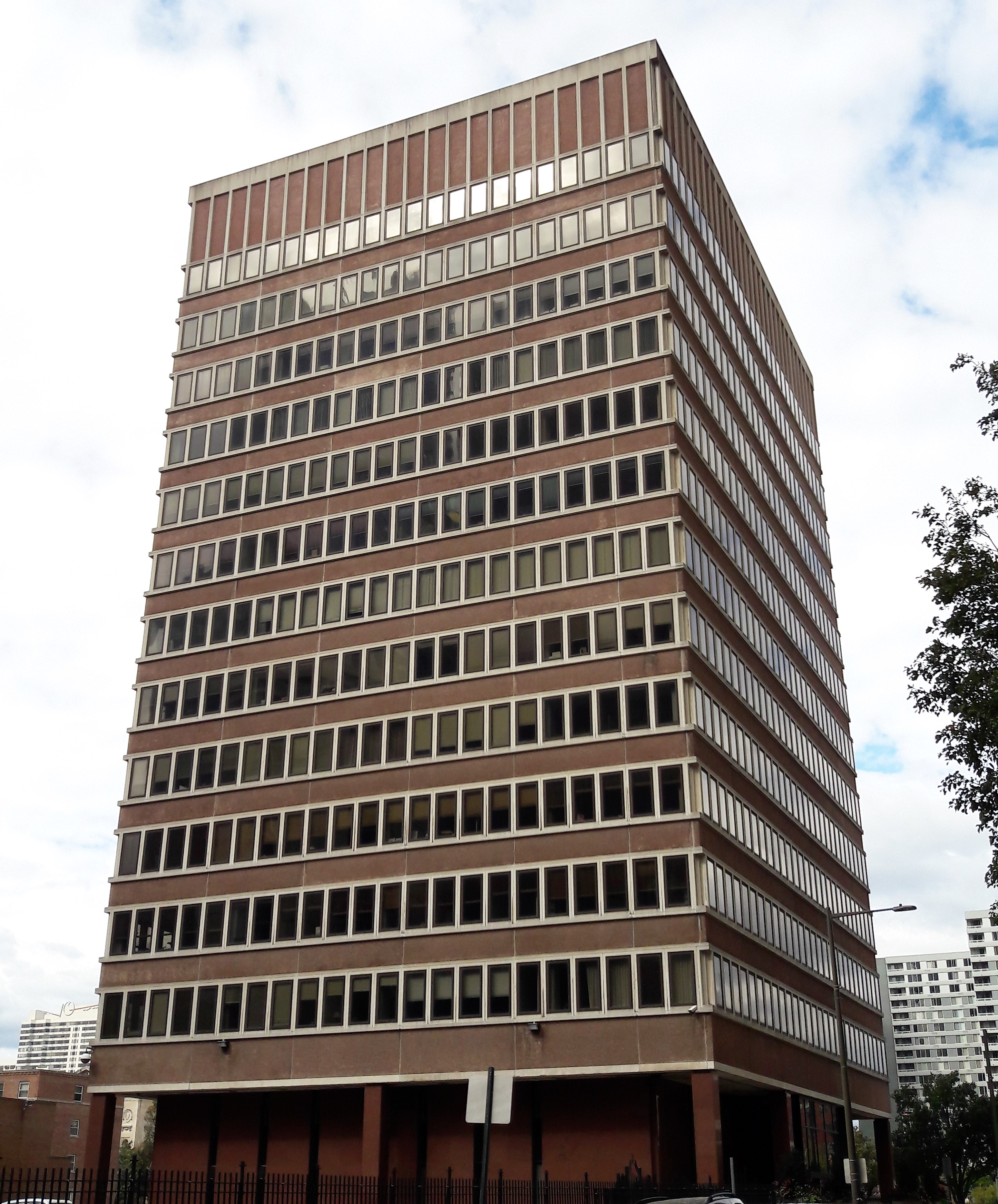
Il centro pastorale dell'arcidiocesi.

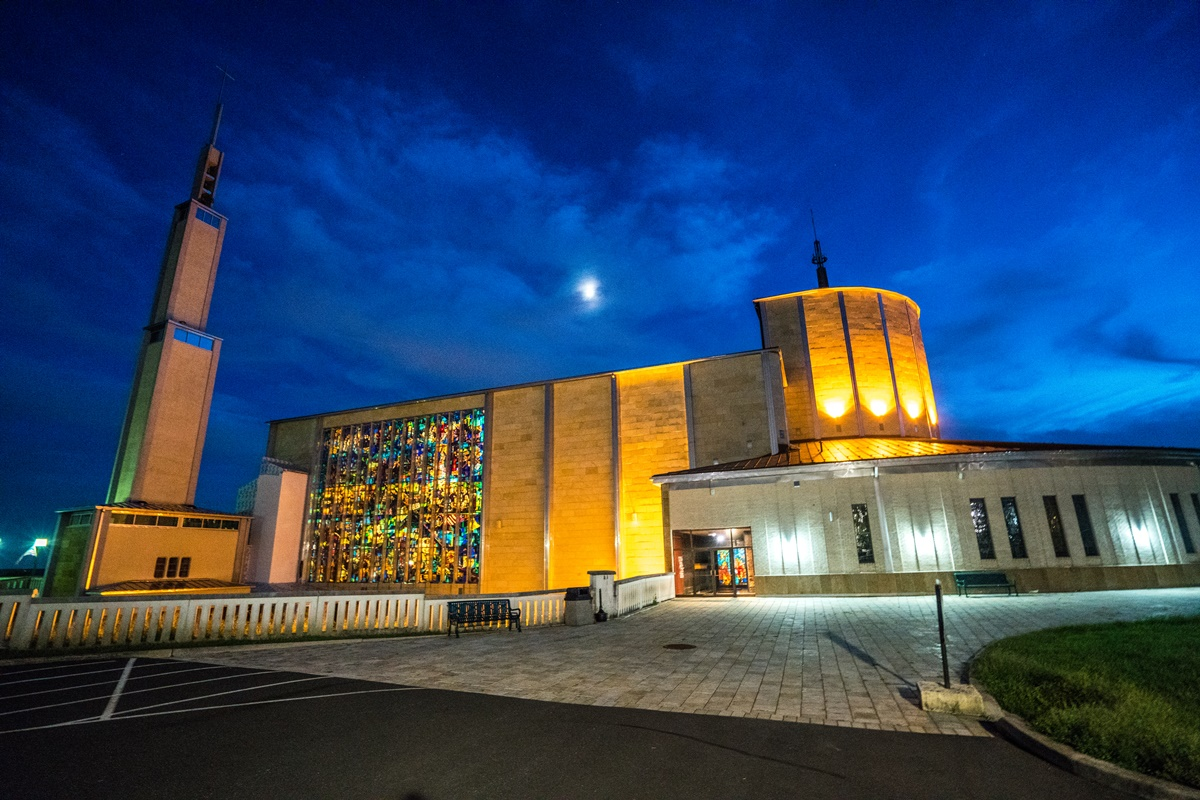
Il santuario nazionale di Nostra Signora di Czestochowa (National Shrine of Our Lady of Czestochowa) a Doylestown.

L'arcidiocesi di Filadelfia (in latino: Archidioecesis Philadelphiensis) è una sede metropolitana della Chiesa cattolica negli Stati Uniti d'America. Nel 2021 contava 1.265.960 battezzati su 4.134.985 abitanti. È retta dall'arcivescovo Nelson Jesus Perez.

## Territorio
L'arcidiocesi comprende cinque contee della Pennsylvania, negli Stati Uniti: Bucks, Chester, Delaware, Filadelfia e Montgomery.
Sede arcivescovile è la città di Filadelfia, dove si trova la cattedrale dei Santi Pietro e Paolo (Cathedral Basilica of the Saints Peter and Paul). Nel territorio dell'arcidiocesi si trovano anche quattro santuari nazionali: Nostra Signora di Czestochowa (National Shrine of Our Lady of Czestochowa) a Doylestown, Santa Katharine Drexel (National Shrine of St. Katharine Drexel) a Bensalem, San Giovanni Nepomuceno Neumann (National Shrine of St. John Neumann) e Santa Rita da Cascia (National Shrine of St. Rita of Cascia) a Filadelfia.
Il territorio si estende su 5.702 km² ed è suddiviso in 214 parrocchie, raggruppate in 4 regioni episcopali e 12 decanati.

### Provincia ecclesiastica
La provincia ecclesiastica di Filadelfia, istituita nel 1875, si estende per intero sullo stato della Pennsylvania, e comprende le seguenti suffraganee:
- diocesi di Allentown,
- diocesi di Altoona-Johnstown,
- diocesi di Erie,
- diocesi di Greensburg,
- diocesi di Harrisburg,
- diocesi di Pittsburgh,
- diocesi di Scranton.

## Storia
La diocesi di Filadelfia fu eretta l'8 aprile 1808 con il breve Ex debito di papa Pio VII, ricavandone il territorio dalla diocesi di Baltimora, che contestualmente fu elevata al rango di arcidiocesi metropolitana.
Il 18 giugno 1834, con la bolla Benedictus Deus, papa Gregorio XVI confermò il territorio di giurisdizione dei vescovi di Filadelfia, esteso a tutta la Pennsylvania e il Delaware, e alle contee di Warren, Burlington, Gloucester, Salem, Cumberland, Cape May e Hunterdon dello stato del New Jersey.
L'11 agosto 1843 e il 29 luglio 1853 cedette porzioni del suo territorio a vantaggio dell'erezione rispettivamente delle diocesi di Pittsburgh e di Newark (oggi arcidiocesi).
Giovanni Nepomuceno Neumann fu il primo vescovo ad organizzare un sistema scolastico diocesano e accrebbe il numero delle scuole cattoliche della diocesi da uno a duecento. Accolse nel Nuovo Mondo le Suore Scolastiche di Nostra Signora per i compiti di assistenza nell'istruzione religiosa e negli orfanotrofi. Neumann non fu un vescovo popolare e ricevette delle critiche. Dovette affrontare il Know Nothing, un gruppo politico xenofobo e anticattolico che incendiò conventi e scuole.
Il 3 marzo 1868 cedette altre porzioni di territorio a vantaggio dell'erezione delle diocesi di Harrisburg, di Scranton e di Wilmington.
Il 12 febbraio 1875 è stata elevata al rango di arcidiocesi metropolitana in forza del breve Quod antea di papa Pio IX.
Il 28 gennaio 1961 ha ceduto un'ulteriore porzione del suo territorio a vantaggio dell'erezione della diocesi di Allentown.
Nel giugno del 2012, William Lynn, segretario per il clero dell'arcidiocesi di Filadelfia tra il 1992 e il 2004, è stato condannato per non aver avvertito i parrocchiani né la polizia dei sacerdoti molestatori che conosceva. Si tratta della prima volta che, nell'ambito casi di pedofilia all'interno della Chiesa cattolica statunitense, un funzionario diocesano viene condannato personalmente per tale reato.

## Cronotassi dei vescovi
Si omettono i periodi di sede vacante non superiori ai 2 anni o non storicamente accertati.
- Michael Francis Egan, O.F.M. † (8 aprile 1808 - 22 luglio 1814 deceduto)
  - Sede vacante (1814-1819)
  - Louis Barth † (3 ottobre 1817 - 11 novembre 1818 dimesso) (vescovo eletto)
- Henry Conwell † (26 novembre 1819 - 22 aprile 1842 deceduto)
- Francis Patrick Kenrick † (22 aprile 1842 succeduto - 19 agosto 1851 nominato arcivescovo di Baltimora)
- San John Nepomucene Neumann, C.SS.R. † (13 febbraio 1852 - 5 gennaio 1860 deceduto)
- James Frederick Bryan Wood † (5 gennaio 1860 succeduto - 20 giugno 1883 deceduto)
- Patrick John Ryan † (8 luglio 1884 - 11 febbraio 1911 deceduto)
- Edmond Francis Prendergast † (29 maggio 1911 - 26 febbraio 1918 deceduto)
- Dennis Joseph Dougherty † (1º maggio 1918 - 31 maggio 1951 deceduto)
- John Francis O'Hara, C.S.C. † (23 novembre 1951 - 28 agosto 1960 deceduto)
- John Joseph Krol † (11 febbraio 1961 - 11 febbraio 1988 dimesso)
- Anthony Joseph Bevilacqua † (8 dicembre 1987 - 15 luglio 2003 ritirato)
- Justin Francis Rigali (15 luglio 2003 - 19 luglio 2011 ritirato)
- Charles Joseph Chaput, O.F.M.Cap. (19 luglio 2011 - 23 gennaio 2020 ritirato)
- Nelson Jesus Perez, dal 23 gennaio 2020

## Statistiche
L'arcidiocesi nel 2021 su una popolazione di 4.134.985 persone contava 1.265.960 battezzati, corrispondenti al 30,6% del totale.
| anno | popolazione | popolazione | popolazione | presbiteri | presbiteri | presbiteri | presbiteri                | diaconi | religiosi | religiosi | parrocchie |
| anno | battezzati  | totale      | %           | numero     | secolari   | regolari   | battezzati per presbitero | diaconi | uomini    | donne     | parrocchie |
| ---- | ----------- | ----------- | ----------- | ---------- | ---------- | ---------- | ------------------------- | ------- | --------- | --------- | ---------- |
| 1910 | 525.000     | 2.712.708   | 19,4        | 582        | 474        | 108        | 902                       |         | 89        | 2.565     |            |
| 1950 | 1.058.058   | 3.721.786   | 28,4        | 1.893      | 1.221      | 672        | 558                       |         | 828       | 6.819     | 398        |
| 1966 | 1.346.095   | 3.813.000   | 35,3        | 1.764      | 1.075      | 689        | 763                       |         | 1.149     | 6.324     | 312        |
| 1970 | 1.352.633   | 3.901.000   | 34,7        | 1.670      | 1.004      | 666        | 809                       |         | 1.008     | 6.534     | 316        |
| 1976 | 1.377.469   | 3.901.000   | 35,3        | 1.614      | 1.002      | 612        | 853                       |         | 948       | 6.053     | 311        |
| 1980 | 1.379.168   | 3.602.495   | 38,3        | 1.515      | 962        | 553        | 910                       | 1       | 876       | 5.884     | 307        |
| 1990 | 1.402.753   | 3.961.022   | 35,4        | 1.379      | 890        | 489        | 1.017                     | 95      | 713       | 4.638     | 302        |
| 1999 | 1.411.256   | 3.217.000   | 43,9        | 1.215      | 796        | 419        | 1.161                     | 157     | 141       | 3.873     | 287        |
| 2000 | 1.418.575   | 3.708.226   | 38,3        | 1.173      | 769        | 404        | 1.209                     | 173     | 548       | 3.764     | 286        |
| 2001 | 1.430.161   | 3.707.238   | 38,6        | 1.165      | 758        | 407        | 1.227                     | 190     | 550       | 3.711     | 283        |
| 2002 | 1.488.316   | 3.849.647   | 38,7        | 1.133      | 741        | 392        | 1.313                     | 197     | 530       | 3.547     | 282        |
| 2003 | 1.494.883   | 3.861.648   | 38,7        | 1.083      | 717        | 366        | 1.380                     | 212     | 511       | 3.428     | 282        |
| 2004 | 1.486.058   | 3.872.783   | 38,4        | 1.078      | 706        | 372        | 1.378                     | 213     | 503       | 3.366     | 279        |
| 2010 | 1.464.938   | 3.892.194   | 37,6        | 988        | 619        | 369        | 1.482                     | 234     | 481       | 2.763     | 267        |
| 2013 | 1.489.000   | 4.070.000   | 36,6        | 930        | 573        | 357        | 1.601                     | 273     | 472       | 2.617     | 257        |
| 2016 | 1.438.147   | 4.079.583   | 35,3        | 865        | 551        | 314        | 1.662                     | 295     | 416       | 2.407     | 219        |
| 2019 | 1.437.400   | 4.119.268   | 34,9        | 759        | 495        | 264        | 1.893                     | 299     | 388       | 2.149     | 217        |
| 2021 | 1.265.960   | 4.134.985   | 30,6        | 745        | 477        | 268        | 1.699                     | 304     | 351       | 2.088     | 214        |